# V.Smile

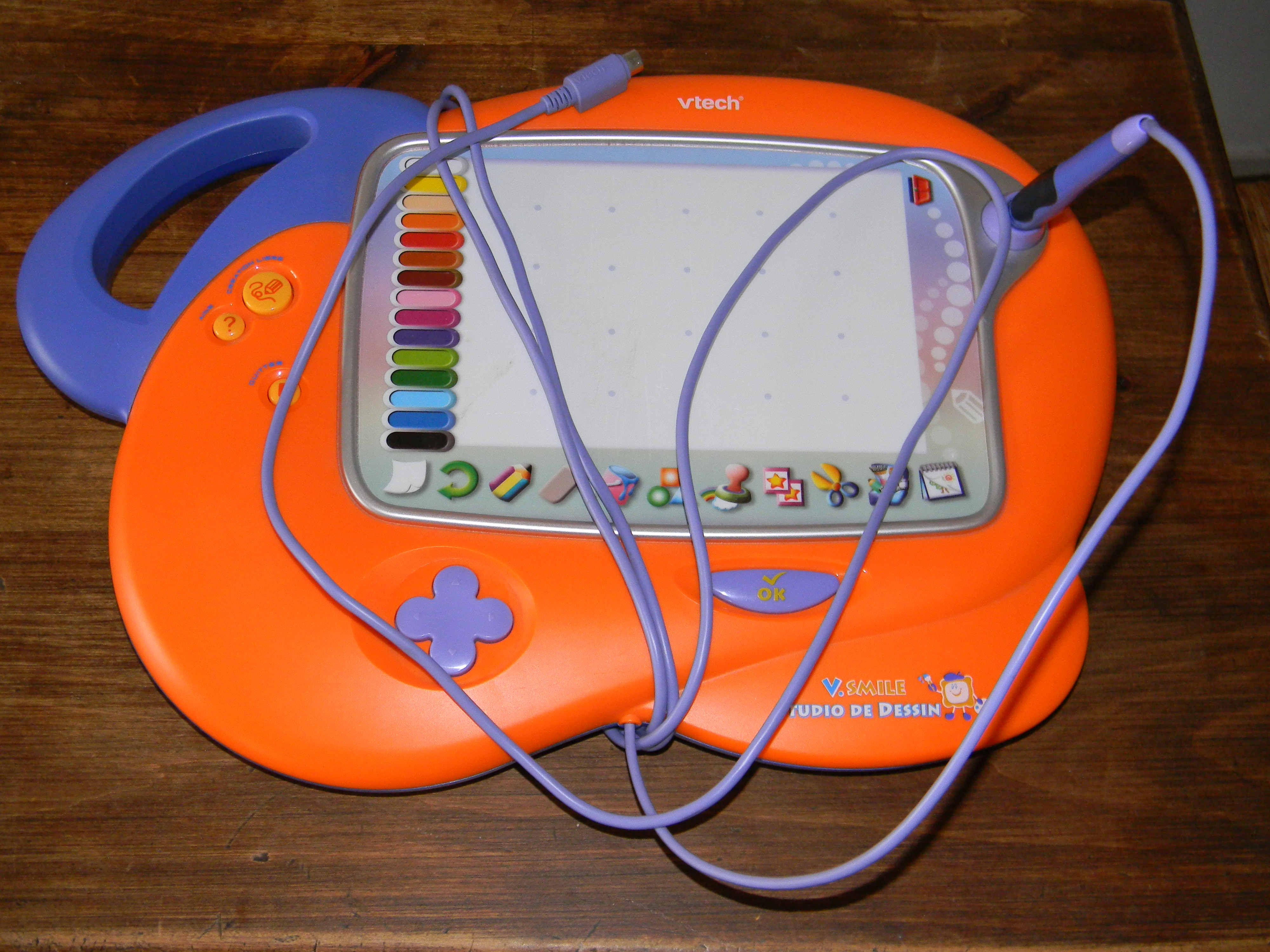
Zeichentablett für den V.Smile

Das V.Smile (Eigenschreibweise: V.SMILE) ist eine stationäre E-Learning-Spielkonsole, die von Vtech hergestellt und weltweit am 4. August 2004 veröffentlicht wurde. Die meisten Versionen des Systems soll sich in erster Linie an Kinder im Alter von drei bis sieben Jahren richten, wobei sich einige Versionen laut Verpackung an Kinder im Alter von drei bis acht Jahren richten (siehe letzte Spalte in der Tabelle im Abschnitt Versionen). Warum, ist unbekannt. Die Spiele wurden auf Spielmodule geschrieben, die „Smartridges“ genannt wurden. Es ist der Nachfolger des Vtech Socrates und der Vorgänger des V.Smile Pro.

## Versionen
Das V.Smile erschien in mehreren Ländern mit unterschiedlichen auf dem Gehäuse geschriebenen Namen. Außerdem hat jede Version einen eigenen Slogan, der auf der Verpackung gedruckt ist. In der Form des Gehäuses unterscheiden sich die Versionen nicht.
| Region                 | Herausgeber     | Name                                   | Slogan                                                | empfohlenes Alter |
| ---------------------- | --------------- | -------------------------------------- | ----------------------------------------------------- | ----------------- |
| Vereinigte Staaten     | Vtech           | V.Smile TV Learning System             | Turn Game Time Into Brain Time!                       | 3–7 Jahre         |
| Vereinigtes Königreich | Vtech           | V.Smile TV Learning System             | Learning is child’s play!                             | 3–7 Jahre         |
| Portugal               | Concentra       | V.Smile Sistema Educativo De TV        | Aprender é divertido!                                 | 3–7 Jahre         |
| Spanien                | Vtech           | V.Smile Aprendizaje Interactivo Por TV | ¡Aprender es un juego de niños!                       | 3–8 Jahre         |
| Frankreich             | ?               | V.Smile Console TV Éducative           | La première console de jeu éducative pour les petits! | 3–7 Jahre         |
| Niederlande            | ?               | V.Smile TV Learning System             | Leren is kinderspel!                                  | 3–7 Jahre         |
| Deutschland            | Vtech           | V.Smile Das Lernspiel-System           | Lernen wird zum Kinderspiel!                          | 3–8 Jahre         |
| Italien                | Giochi Preziosi | V.Smile Sistema di apprendimento TV    | Imparare è un gioco da bambini!                       | 3-7 Jahre         |
| Dänemark               | ?               | V.Smile                                | ?                                                     | ?                 |
| Schweden               | ?               | V.Smile TV Learning System             | Det är lekande lätt att lära!                         | 3–7 Jahre         |
| Norwegen               | ?               | V.Smile                                | ?                                                     | ?                 |
| Finnland               | ?               | V.Smile                                | ?                                                     | ?                 |

## Spiele
| #  | Englischer Titel                                         | Deutscher Titel                                                | Veröffentlichungsjahr             | Entwickler                 |
| -- | -------------------------------------------------------- | -------------------------------------------------------------- | --------------------------------- | -------------------------- |
| 01 | The Adventures of Little Red Riding Hood                 | Entdecke die Welt von Rotkäppchen                              | ?                                 | VTech                      |
| 02 | Action Mania                                             | Sportskanone                                                   | ?                                 | VTech                      |
| 03 | Aladdin's Wonders of the World                           | Aladdins Welt der Wunder                                       | ?                                 | Disney Interactive Studios |
| 04 | Alphabet Park Adventure                                  | Abenteuer im ABC Park                                          | 2004                              | VTech                      |
| 05 | The Backyardigans: Viking Voyage                         | nicht in Deutsch erschienen                                    | 2006                              | Nick Jr.                   |
| 06 | Barney: The Land of Make Believe                         | Barney: Erlebnis-Reise                                         | ?                                 | HIT Entertainment PLC      |
| 07 | Batman: Gotham City Rescue                               | Batman: Rettung von Gotham City                                | ?                                 | Warner Bros. Interactive   |
| 08 | Sesame Street: Bert & Ernie's Imagination Adventure      | Sesamstrasse: Ernies & Berts Fantastiches Abenteuer            | 2006                              | Sesame Workshop            |
| 09 | Blue's Clues: Collection Day                             | nicht in Deutsch erschienen                                    | 2005                              | Nick Jr.                   |
| 10 | Bob the Builder: Bob's Busy Day                          | Bob der Baumeister: Bobs Spannender Arbeitstag                 | 2005                              | HIT Entertainment PLC      |
| 11 | Care Bears: A Lesson in Caring                           |                                                                | 2004                              | ?                          |
| 12 | Cars: Rev it Up in Radiator Springs                      | Cars: Spektakel in Radiator Springs                            | 2006                              | Buena Vista Games          |
| 13 | Cars 2                                                   | Cars 2                                                         | 2011                              | Disney Interactive Studios |
| 14 | Cinderella's Magic Wishes                                | Cinderella: Lernen im Märchenland                              | 2005                              | Disney Interactive Studios |
| 15 | Cranium Partyland Park: A carnival of play-and-learn fun | Cranium Freizeit Park: Ein Jahrmarkt Voller Spiel-Und Lernspaß | 2007                              | Hasbro                     |
| 16 | Dora the Explorer: Dora's Got a Puppy                    |                                                                | 2007                              | Nick Jr.                   |
| 17 | Dora the Explorer: Dora's Fix-it Adventure               | Dora: Dora's Reparatur-Abenteuer                               | 2005 (Original) 2007 (Re-release) | Nick Jr.                   |
| 18 | Elmo's World: Elmo's Big Discoveries                     |                                                                | 2005                              | Sesame Workshop            |
| 19 | Finding Nemo: Nemo's Ocean Discoveries                   | Findet Nemo: Nemos Unterwasserabenteuer                        | 2005                              | Disney Interactive Studios |
| 20 | Go, Diego, Go!: Save the Animal Families                 |                                                                | 2007                              | Nick Jr.                   |
| 21 | Handy Manny                                              | Meister Manny's Werkzeugkiste                                  | 2009                              | Disney Interactive         |
| 22 | Jammin' Gym ClassDance 'N Learn                          | Lern-Und Tanzmatte                                             | ?                                 | VTech                      |
| 23 | Kung Fu Panda: Path of the Panda                         | Kung Fu Panda: Der Weg des Panda                               | 2008                              | DreamWorks                 |
| 24 | Learnin' Wheels                                          |                                                                | ?                                 | VTech                      |
| 25 | Lil' Bratz: Friends, Fashion and Fun                     |                                                                | ?                                 | MGA Entertainment          |
| 26 | Little Einsteins                                         | Kleine Einsteins                                               | 2009                              | Disney Interactive         |
| 27 | The Little Mermaid: Ariel's Majestic Journey             | Arielle, die Meerjungfrau: Arielles aufregendes Abenteuer      | 2004                              | Disney Interactive Studios |
| 28 | Mickey Mouse Clubhouse                                   | Micky Maus Wunderhaus                                          | 2008                              | Disney Interactive         |
| 29 | Mickey Mouse: Mickey's Magical Adventure                 | Micky: Mickys magisches Abenteuer                              | ?                                 | Disney Interactive Studios |
| 30 | Monsters vs. Aliens                                      | Monsters Vs. Aliens                                            | 2009                              | DreamWorks                 |
| 31 | My Pet Puppy                                             | Mein Erster Hund                                               | ?                                 | ?                          |
| 32 | My Friends Tigger & Pooh: Tigger's Bedtime for Bouncer   | ?                                                              | ?                                 | Disney Interactive         |
| 33 | Ni Hao, Kai-Lan: Happy Chinese New Year!                 |                                                                | 2009                              | Nickelodeon                |
| 34 | NASCAR Academy: Race Car Superstar                       |                                                                | ?                                 | ?                          |
| 35 | Noddy: Detective for a Day                               | Noddy: Detektiv für einen Tag                                  | ?                                 | ?                          |
| 36 | PC Pal Island                                            | ?                                                              | ?                                 | VTech                      |
| 37 | The Princess and the Frog: Tiana's Big Dream             | Küss den Frosch: Tianas Großer Traum                           | 2010                              | ?                          |
| 38 | Ratatouille: Remy's New Recipes                          | Ratatouille: Remys neue Rezepte                                | 2007                              | ?                          |
| 39 | Scooby-Doo!: A Night Of Fright Is No Delight             |                                                                | 2007                              | Warner Bros. Interactive   |
| 40 | Scooby-Doo!: Funland Frenzy                              | Scooby-Doo!: Im Lernpark                                       | ?                                 | Warner Bros. Interactive   |
| 41 | Shrek: Dragon's Tale                                     | Shrek: Die Geschichte Des Drachen                              | 2005                              | DreamWorks                 |
| 42 | Shrek Forever After                                      |                                                                | 2010                              | DreamWorks                 |
| 43 | Shrek the Third: Arthur's School Day Adventure           | Shrek der Dritte: Ein Spannender Schultag                      | 2007                              | DreamWorks                 |
| 44 | Smart KeyboardSmart Keys                                 | Tastatur                                                       | 2008                              | VTech                      |
| 45 | Snow Park Challenge                                      | Wintersport                                                    | ?                                 | ?                          |
| 46 | Soccer ChallengeFootball Challenge                       | Fußball Schule                                                 | ?                                 | ?                          |
| 47 | Spider-Man & Friends: Doc Ock's Challenge                |                                                                | 2005                              | Marvel Comics              |
| 48 | Spider-Man & Friends: Secret Missions                    |                                                                | 2004                              | Marvel Comics              |
| 49 | Spider-Man & Friends: Where is HULK?                     |                                                                | 2007                              | Marvel Comics              |
| 50 | SpongeBob SquarePants: A Day in the Life of a Sponge     | Spongebob Schwammkopf: Der Tag des Schwamms                    | 2005                              | Nickelodeon                |
| 51 | Super Why: The Beach Day Mystery                         |                                                                | 2008                              | ?                          |
| 52 | Superman: The Greatest Hero                              | Superman: Der Superheld                                        | ?                                 | Warner Bros. Interactive   |
| 53 | The Lion King: Simba's Big Adventure                     | Der König der Löwen: Simba große Abenteuer                     | 2004                              | Disney Interactive Studios |
| 54 | Thomas & Friends: Engines Working Together               | Thomas & Seine Freunde: Freunde Halten Zusammen                | 2005                              | HIT Entertainment PLC      |
| 55 | Tinker Bell                                              |                                                                | 2009                              | Disney Interactive Studios |
| 56 | Toy Story 2                                              |                                                                | 2007                              | ?                          |
| 57 | Toy Story 2: Operation Rescue Woody                      | Toy Story 2: Woddys Spannende Rettung                          | 2005                              | Disney Interactive         |
| 58 | Toy Story 3                                              | Toy Story 3                                                    | 2010                              | Disney Interactive Studios |
| 59 | Up                                                       | Oben                                                           | 2009                              | Disney Interactive Studios |
| 60 | V.Smile Art Studio                                       | V.Smile Tegnestudie                                            | 2006                              | VTech                      |
| 61 | WALL·E                                                   | WALL·E                                                         | 2008                              | Disney Interactive Studios |
| 62 | Whiz Kid Wheels                                          | Flitzers Schlaue Städtetor                                     | ?                                 | VTech                      |
| 63 | The Wiggles: It's Wiggle Time!                           | nicht in Deutsch erschienen                                    | 2005                              | HIT Entertainment PLC      |
| 64 | Wild Waves                                               | nicht in Deutsch erschienen                                    | ?                                 | ?                          |
| 65 | Winnie the Pooh: The Honey Hunt                          | Winnie Puuh: Die Honigjagd                                     | ?                                 | Disney Interactive Studios |
| 66 | Wonder Pets!: Save The Animals!                          |                                                                | 2008                              | Nickelodeon                |
| 67 | Wow! Wow! Wubbzy!: Attack of the 50 Foot Fleegle         | ?                                                              | 2009                              | Nickelodeon                |
| 68 | Zayzoo: An Earth Adventure                               | ?                                                              | ?                                 | VTech                      |
| 69 | Zayzoo: My Alien Classmate                               | Zayzoo: Lernall                                                | ?                                 | ?                          |